# ستيف ماكاي
ستيف ماكاي (بالإنجليزية: Steve Mackay)‏ هو عازف ساكسفون أمريكي، ولد في 25 سبتمبر 1949 في غراند رابيدز في الولايات المتحدة، وتوفي في 10 أكتوبر 2015 في دالي سيتي في الولايات المتحدة بسبب إنتان.

## وصلات خارجية
- الموقع الرسمي
- ستيف ماكاي على موقع ميوزك برينز (الإنجليزية)
- ستيف ماكاي على موقع ميوزك برينز (الإنجليزية)
- ستيف ماكاي على موقع ديسكوغز (الإنجليزية)